# 4e étape du Tour de France 1914
Pour un article plus général, voir Tour de France 1914.
La 4e étape du Tour de France 1914 s'est déroulée le samedi 4 juillet.
Les coureurs relient Brest, dans le Finistère, à La Rochelle, en Charente-Maritime, au terme d'un parcours de 470 kilomètres passant par les départements du littoral atlantique entre ces deux villes.
Le Suisse Oscar Egg gagne l'étape, tandis que les coureurs belges Philippe Thys et Jean Rossius conservent la tête du classement général.

## Déroulement de la course
La quatrième étape, qui mène les coureurs à La Rochelle, est aussi la plus longue de cette édition, ce qui n'empêche pas deux coureurs de se lancer dans une longue échappée : Émile Georget, bien placé au classement général, passe à l'offensive en compagnie de Constant Ménager, mais il est contraint de lâcher prise à l'approche de La Roche-sur-Yon, victime de trois crevaisons successives. Seul en tête, Ménager oppose une belle résistance au peloton, mais doit céder à son tour à seulement 15 km de l'arrivée. Henri Pélissier et Oscar Egg, coéquipiers chez Peugeot, s'extirpent finalement du groupe des favoris. Ce mouvement de course permet à Pélissier de reprendre deux minutes à Philippe Thys au classement général, tandis qu'Egg remporte l'étape.

## Classements

### Classement de l'étape
| \| Classement de l'étape \| Classement de l'étape \| Classement de l'étape \| Classement de l'étape \| Classement de l'étape \| \| Coureur \| Coureur \| Pays \| Équipe \| Temps \| \| --------------------- \| --------------------- \| --------------------- \| ------------------------- \| --------------------- \| \| 1er \| Oscar Egg \| Suisse \| Peugeot-Wolber \| 16 h 13 min 45 s \| \| 2e \| Henri Pélissier \| France \| Peugeot-Wolber \| + 0 s \| \| 3e \| Émile Engel \| France \| Peugeot-Wolber \| + 1 min 46 s \| \| 4e \| Alfons Spiessens \| Belgique \| J.B. Louvet - Continental \| + 1 min 49 s \| \| 4e \| Jean Alavoine \| France \| Peugeot-Wolber \| + 1 min 49 s \| \| 4e \| Émile Georget \| France \| Peugeot-Wolber \| + 1 min 49 s \| \| 4e \| François Faber \| Luxembourg \| Peugeot-Wolber \| + 1 min 49 s \| \| 4e \| Jean Rossius \| Belgique \| Alcyon-Soly \| + 1 min 49 s \| \| 4e \| Marcel Buysse \| Belgique \| Alcyon-Soly \| + 1 min 49 s \| \| 4e \| Gustave Garrigou \| France \| Peugeot-Wolber \| + 1 min 49 s \| |                  |            |                           |                  |
| |                  |            |                           |                  |
| |                  |            |                           |                  |
| Classement de l'étape |                  |            |                           |                  |
| Coureur | Coureur          | Pays       | Équipe                    | Temps            |
| 1er | Oscar Egg        | Suisse     | Peugeot-Wolber            | 16 h 13 min 45 s |
| 2e | Henri Pélissier  | France     | Peugeot-Wolber            | + 0 s            |
| 3e | Émile Engel      | France     | Peugeot-Wolber            | + 1 min 46 s     |
| 4e | Alfons Spiessens | Belgique   | J.B. Louvet - Continental | + 1 min 49 s     |
| 4e | Jean Alavoine    | France     | Peugeot-Wolber            | + 1 min 49 s     |
| 4e | Émile Georget    | France     | Peugeot-Wolber            | + 1 min 49 s     |
| 4e | François Faber   | Luxembourg | Peugeot-Wolber            | + 1 min 49 s     |
| 4e | Jean Rossius     | Belgique   | Alcyon-Soly               | + 1 min 49 s     |
| 4e | Marcel Buysse    | Belgique   | Alcyon-Soly               | + 1 min 49 s     |
| 4e | Gustave Garrigou | France     | Peugeot-Wolber            | + 1 min 49 s     |

### Classement général
| \| Classement général \| Classement général \| Classement général \| Classement général \| Classement général \| \| Coureur \| Coureur \| Pays \| Équipe \| Temps \| \| ------------------ \| ------------------ \| ------------------ \| ------------------ \| ------------------ \| \| 1er \| Jean Rossius \| Belgique \| Alcyon-Soly \| 56 h 47 min 31 s \| \| 1er \| Philippe Thys \| Belgique \| Peugeot-Wolber \| + 0 s \| \| 3e \| Henri Pélissier \| France \| Peugeot-Wolber \| + 5 min 27 s \| |                 |          |                |                  |
| |                 |          |                |                  |
| |                 |          |                |                  |
| Classement général |                 |          |                |                  |
| Coureur | Coureur         | Pays     | Équipe         | Temps            |
| 1er | Jean Rossius    | Belgique | Alcyon-Soly    | 56 h 47 min 31 s |
| 1er | Philippe Thys   | Belgique | Peugeot-Wolber | + 0 s            |
| 3e | Henri Pélissier | France   | Peugeot-Wolber | + 5 min 27 s     |